# Berlin is in Germany
Berlin is in Germany es una película alemana, del director Hannes Stöhr, estrenada en el año  2001. El éxito de la película se auguraba ya desde el Festival de Cine de Berlín 2001, donde obtuvo el premio del público. Después fue bien recibida en un extenso circuito de muestras internacionales que llevó a Stöhr de Moscú a Hong Kong, de São Paulo a Jerusalén y de Los Ángeles a Valencia (donde, en junio de 2001, se hizo con una Luna de Plata).
El director Hannes Stöhr sacó la idea de Berlín está en Alemania de una amiga que trabajaba para una organización de servicios sociales para presidiarios. Ésta le habló de un hombre que fue condenado a la cárcel antes de la caída del Muro de Berlín y salió de la prisión para encontrarse con un Berlín reunificado.
«El protagonista [subrayó Hannes Stöhr] simboliza el espejo del cambio, es el único capaz de ver con ojos inocentes las transformaciones que se han producido en la ciudad, y éste es, precisamente, el toque universal de la película.»
Para el realizador de la cinta, que habla perfectamente el castellano y el gallego ya que estudió Derecho Europeo en Galicia, es inevitable que la película desprenda cierto contenido político: "Hay una parte nostálgica en la película, que es claramente de izquierdas y que a mí no me gusta nada porque en Berlín Este hubo una dictadura". "Sin embargo -añadió Stöhr- hay que matizar todo porque también es cierto que en el Este no se morían de hambre, como muchos dicen, y que el cambio ha traído cosas muy buenas: ahora viven en la zona personas de otras nacionalidades, los cubanos, por ejemplo".
Respaldada por el éxito en Alemania, donde ha sido una de las películas más taquilleras desde su estreno el pasado 1 de noviembre, Berlin is in Germany recurre, indicó el director, a algunas películas como "Totó", de Rossellini, para mostrar la diferencia entre dos zonas, el Este y el Oeste de la ciudad, aunque "la principal distinción en Alemania está entre el Norte y el Sur, como en España", añadió Stöhr.

## Argumento
En el año 2001 Martin es dado de baja de un establecimiento penitenciario en Brandeburgo. Estuvo internado 11 años. En 1989 un tribunal lo había condenado por asesinato. Luego la pena fue reducida a 11 años por homicidio. Martin conocía sólo la RDA y de repente se ve enfrentado a un Berlín reunificado. Se aloja en un hotel, busca trabajo, pero en vano. Visita a Manuela, su esposa y madre del hijo que jamás ha conocido. La nueva pareja de su esposa lo ve con recelo. Martin vuelve a encontrar viejos compañeros. Uno de ellos le ofrece un trabajo por horas en un sexshop. Allí conoce a una estriptis, una chica simpática de los Balcanes, que estudia y trabaja temporalmente en este sector. Martin también vuelve a encontrar a un viejo amigo, Enrique, que es taxista. Le encanta la idea de conducir un taxi, quiere sacar el permiso necesario y estudia para el examen. Pero durante el mismo examen se entera de que debido a sus antecedentes penales le está prohibido obtener este permiso. Desesperado se dirige al sexshop y quiere emborracharse. Poco después llega la policía al negocio: parece que se vendió droga o por lo menos fue un lugar donde la droga pasaba de una mano a otra. Martin huye y se refugia en la casa de Manuela. Allí es detenido debido a que el novio de Manuela lo denunció a la policía. Pero Manuela y Rocco lo apoyan. También la asistente de reinserción social promete su ayuda. Al final es puesto en libertad.

## Reparto
- Jörg Schüttauf como Martin Schulz.
- Julia Jäger como Manuela Schulz.
- Robin Becker como Rokko Schulz.
- Thomas Jahn como Peter Pau.
- Edita Malovcic como Ludmila.
- Robert Lohr como Wolfgang Riedel.
- Valentin Plătăreanu como Victor Valentin.
- Oscar Martínez como Enrique Cortés.